# Ford Royale
Pour les articles homonymes, voir Royale.
La Ford Royale est une automobile qui a été produite au Brésil par Autolatina, une co-entreprise entre Ford et Volkswagen, dans les années 1990. C'était une version familiale de la Ford Versailles berline.
Le Royale était disponible en break 3 portes et en break 5 portes. Des moteurs quatre cylindres de 1,8 litre et 2,0 litres étaient proposés. Le Royale et la Ford Versailles berline associée étaient essentiellement des Volkswagen Quantum rebadgées.